# Нелл Ґвін
Нелл Ґвін (2 лютого 1650, Лондон — 14 листопада 1687 Лондон; також  Eleanor (Nell), Ellen Gwyn, Gwynn, Gwin, Gwynne) — англійська акторка, коханка короля Карла II, від якого мала двох дітей.

## Життєпис
Елінор Ґвін народилася у 1650 році, в приході Святого Мартіна, Лондон. Як свідчать скандальні хроніки того часу, вона народилася на горищі. Нелл була другою, молодшою дочкою Томаса Ґвіна і його дружини Роуз. Її старша сестра Роуз народилася у 1648 році. Мати Нелл тримала бордель в провулку Коул-Ярд. Батька свого Нелл втратила ще в дитинстві, він помер у в'язниці, куди потрапив чи то за борги, чи то як рояліст. Після його смерті місіс Гвін спробувала втопити своє горе в пляшці, перетворившись на п'яничку. Сім'я бідувала, а тому сестрам Нелл і Роуз змалку довелося працювати. Спочатку вони торгували рибою на Стренді, подавали пиво і бренді в закладі матері. Але незабаром дівчатам пощастило, спершу Роуз, а потім і її молодша сестра Нелл. Вони розносять цукерки, фрукти та напої у щойно відкритому королівському театрі на Друрі-Лейн. Сталося це у 1664 році (якраз за сто років по народженні Шекспіра), коли Нелл виповнилося 14 років. 

### Акторська кар'єра
Юна продавчиня апельсинів швидко запам'яталася відвідувачам театру, але не через яскраво руде волосся, а тому що любила жартувати. Власник театру «Друрі-Лейн» містер Гарт запропонував «апельсиновій дівчині» навчитися майстерності театральної гри, і, після навчання, виступати на сцені «Друрі-Лейн».

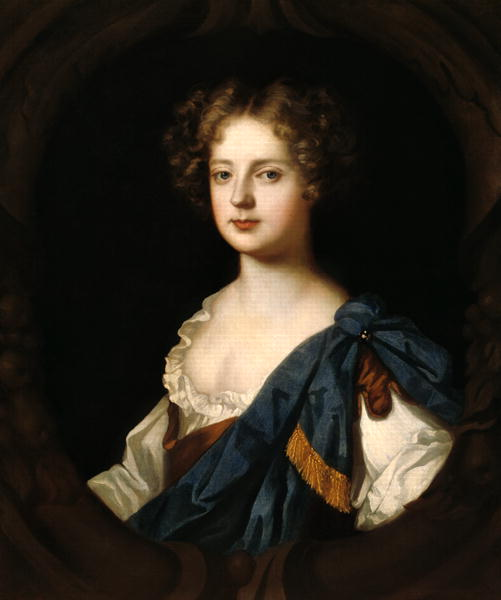
Сер Пітер Лелі: Портрет Нелл Ґвін, полотно, олія, 1680

Виявилося, у цієї дівчини з вулиці справжній талант. Актор театру Джон Лейсі навчив її танцям, а провідний актор Карл Гарт — акторській майстерності. У 15 років Нелл вперше виступила на сцені, головний режисер театру Томас Кіллігру, запропонував їй роль у виставі. Нелл стала коханкою Кіллігру.
Наділена незвичайною грацією, жвавістю і тонким музичним слухом, дівчина чудово танцювала і співала. Дарування Нелл розкрилося негайно. 
Уже в 16 років вона стає провідною комедійною акторкою королівської трупи. Нелл гарно грала як у комедійних так і у серйозних ролях. Публіка зустрічала її із захопленням, чоловіки боготворили Нелл, а молоденькі дівчата намагалися їй наслідувати. 
Завдяки клопотанням Нелл Ґвін, актори за розпорядженням короля були названі придворними і числилися на державній службі. Коли у парламенті було піднято питання про обкладення акторів податком, ця пропозиція була відкинута під тим приводом, що актори служать на потіху королю.

### Зв'язок з королем
Кар'єра Нелл при королівському дворі почалося з того, що вона стала утриманкою придворного Чарльза Секвілла.
Зв'язок з королем Карлом II почався у 1668 році. Через 2 роки Нелл народила йому сина Чарльза, який отримав від короля титул герцога Сент-Олбанс. Нелл Ґвін, 25 грудня  1671 року, народила другого сина Карлу II, який прожив лише 10 років. 
Заради короля Нелл покинула сцену і оселилася в спеціально відведених для неї покоях.
Карл II помер 6 лютого 1685, перед смертю попросивши свого брата Якова подбати про Нелл. Яків виконав це прохання і допомагав Нелл аж до її смерті у 1687 році.
У березні 1687 Нелл Ґвін перенесла перший інсульт, вона була паралізована на один бік. У травні, другий інсульт повністю паралізував її.
14 листопада 1687, у віці тридцяти семи років, Нелл Ґвін померла від інсульту. Кончину Нелл оплакував народ, Яків II поховав її з почестями у Сент-Мартін-ін-зе-Філдс. 
Її ім'я донині носить паб на Трафальґарській площі.